# خشم و خون
خشم و خون فیلمی به کارگردانی ناصر محمدی و نویسندگی شمس پژمان محصول سال ۱۳۵۳ است.

## خلاصه داستان
نصرت (محسن سهرابی) دختر كدخدا را اغفال می كند و برادر او را به قتل می رساند. كدخدا (اسماعيل شيرازی) و اهالی روستا درصدد انتقام بر می آيند؛ اما مسلم (سعيد راد)، برادر بزرگتر نصرت، همراه او از روستا می گريزد. امنيه ها به سرپرستی نايب (ميرمحمد تجدد) به تعقيب آن ها می پردازد، و دو برادر از هم جدا می شوند. مسلم به روستايي می رود و با جلب رضايت كدخدا (اكبر جنتي شيرازي) در آنجا ساكن می شود.

## بازیگران
- سعید راد
- کارمن اسکویی
- محسن سهرابی
- منوچهر احمدی
- میرمحمد تجدد
- شورانگیز طباطبایی
- عزت‌اله رمضانی فر
- اکبر جنتی شیرازی
- اسماعیل شیرازی
- محمود بصیری